# Фёдорова неделя
Фёдорова неде́ля — у православных славян — неделя после Масленицы, первая неделя Великого поста. В православных церквях — строгий пост; в православной славянской традиции — завершение масленичных обрядов. В Шуньге (Повенецкий уезд) всю неделю шла «Сборная» ярмарка. В Костромской губернии на этой неделе ели караваи-тужильники, изготовленные на Масленице для молодых.
У многих славянских народов на первые дни Великого поста переносится больша́я часть масленичных обрядов: кукеры, танцы и катания с гор «на лён и коноплю», уничтожение чучела Масленицы, колодка, чествование молодожёнов и др.

## Другие названия
рус. Феодорова, Сборная, Тужилки по Масленице, бел. Ізбор; болг. Тримирната, Тодорова неделя, Срамна, Тънтевска неделя; сил. Chudo; чув. Хĕрен эрни «неделя употребления хрена».

## Этимология
Название недели: «Феодоровская» или «Фёдоровская» связано с почитанием в субботу Православной церковью памяти Феодора Тирона. К праздничному столу готовят кутью, которую по традиции освящают на молебне после вечерни в пятницу.
Другое название: «Сборная неделя» связано с тем, что в последний день этой недели — в воскресение (Сборное воскресение) в Православной церкви совершается богослужение в память Церковного Собора, собранного царицей Феодорой в 843 году и восстановившего иконопочитание.

## Понедельник полоскозуб
Также называется: христ. Чистый понедельник; Тужилки по Масленице; тамб. Грустный день, смол. Кривой понедельник; полес. Вступник, Гувесна, Дужики, Запустный понедельник, Полоскание, Понедельник-полоскозуб, Пополоконы, Ступник, Твердопост, Твердопостье, Твёрдый пост, нижегород. Козья масленица; бел. «Шильный понедельник» (Витебск. губ.); болг. Песи понеделник — «собачий понедельник».
Первый день великого поста. В некоторых местах в этот день, несмотря на строгий пост, «полоскали рот» водкой. Говорили: «У кого скором в зубах навязнет, тот будет чертей во сне видеть». Затем они ходили в баню и покрикивали: «поддай пару масленице». После бани опять «полоскали рот». Некоторые «полощут свой рот очищенной» почти в продолжении всей первой недели поста. Кое-где устраивались кулачные бои, которые должны были способствовать «очищению» от скоромного, их называли «выколачивать лепешки» (вятск.) или «блины вытрясать» (тульск.). Женщины мыли и чистили кухонную посуду, очищая её от жира и остатков праздничной еды. Ни в коем случае нельзя доедать то, что осталось от Масленицы. Даже совсем бедные люди не брали оставшееся от масленичного стола. Всё отдавалось домашним животным.
Начиная с чистого понедельника, весь Великий Пост принято было носить только старую поношенную одежду, пользоваться исключительно старой посудой.
Обычно в Чистый понедельник ещё позволялись масленичные развлечения, но только до мытья в бане, после которого уже считались грехом, но в некоторых местах Вятской губ. катание с гор на санках и на лошадях между деревнями продолжалось и после бани, при этом лошадей празднично украшали и даже вешали на них лапти и надевали штаны.
В Кромском уезде Орловской губернии на салазки сажали мужика или мальчика с бородой из пеньки, давали в руки донце, гребень и намычку (детали прялки) и заставляли прясть. Бабы и мальчишки возили его по всей деревне и пели:
Масленица — кургузка,

Без тебя нам жить груска:

Сыр, масла полизала,

Нам, дурам, не сказала…
У болгар день называется «Собачий понедельник» (болг. Песи понеделник), так как в этот день совершается обряд «кручения собак» (болг. тричане на кучета). Считается, что этот обряд защищает собак от бешенства и других болезней, изгоняет злых духов и способствует удаче всей деревне на предстоящий год. В этот день принято очищать себя и дом духовно и физически, изгонять всё нечистое.

## Среда
В Вятской губернии девушек из соседних сёл подруги приглашали на гулянье к себе через два дня после начала Великого Поста, они жили в гостях по два—три дня, ходили на гулянья и посиделки, на которых играли, пели и плясали.
Кое-где в западной Белоруссии хозяйки собирались на застолье, весело пировали и прыгали через пень, поставленный посреди дома. Говорили, кто как прыгнет, так высоко у того хороший лён вырастет. В этот же день мыли предметы для льняной пряжи — веретёна и прялки. Делалось это скорее всего для того, чтобы лён летом вырос чистый, без сорняков.[стиль]

## Пятница
В Костромской губернии в пятницу на первой неделе Великого поста зятья угощали родителей своих жён мучным киселём с растительным маслом.
В пятницу после вечерни в церквях служится молебен, на котором освящают коливо (кутью) в память чуда святого великомученика Феодора Тирона.

## Суббота — малая масленица
В Курской губернии суббота называлась даровой.
В Рузском уезде Московской губернии девочки, девушки и женщины продолжали кататься с ледяных гор на донцах. При этом девушки старались прокатиться как можно дальше, потому что верили, которая из них дальше укатится, у той и лён уродится длиннее.
Во многих местах Фёдорову субботу называли Малой масленицей и устраивали молодёжные гулянья с угощением блинами, но уже постными.
На Полесье проводили обряд «Споведзь дзежкі». Дежу, в которой готовили опару (бел. рошчыну), накрывали новым рушником, подкуривали воском, а на дно клали уголёк. В этот день в ней не заквашивали хлеб. Обряд был направлен на подготовку к периоду длительного воздержания от скоромной пищи.

## Сборное воскресение
На Нижегородчине существовал обряд «козья масленица», приуроченный к Чистому понедельнику или первому воскресенью Великого поста и отмеченный вождением по улицам убранного венком и лентами козла.
В Белоруссии день назывался Збор, Зборница, Избор. Этот день считался началом сельскохозяйственных работ — крестьяне совершали первый выезд в поле. В волочебных песнях он считается первым среди всех весенних праздников, чем подчёркивается его значимость в годовом цикле.
У чехов первое воскресенье поста называлось «Пучалка» (чеш. Pučálka) по названию традиционного блюда из гороха, которое готовилось в этот день. В некоторых местах день называли Чёрным воскресеньем (чеш. neděle Černá). что было связано с ношением чёрной одежды.

## Тодорова неделя у болгар
Болгары называют святого Феодора Тодором или Теодором. Поэтому и неделя называется «То́доровой» (болг. Тодорова неделя, Ту́дурица, Ту́дурска неделя, Суха неделя, Луда неделя, Три́мирна неделя, Гладна неделя, Кукерска неделя). Это первая неделя Великого поста в болгарском народном календаре. Заканчивается в Тодорову субботу (первая суббота поста).
Каждый день этой недели у болгар имеет своё название. Понедельник — чистый, вторник — чёрный, среда — сумасшедшая, четверг — непоседа, а Тодорову субботу называют ещё Конской Пасхой. У болгар есть поверье, что именно в этот день, одетый в девять кожухов, святой Тодор верхом на коне едет к Богу просить о наступлении лета.
Болгары четверг этой недели называли червивым (болг. църлив четвъртък) в значении «с червями, повреждённый, негодный». Всю неделю и особенно в этот день женщины не месят тесто, так как оно «будет с червями», и не готовят, иначе черви съедят посевы. Вся неделя считается опасной: у заболевшего на этой неделе мало шансов выздороветь.

## Поговорки
- Неделя сбор — течёт вода с гор[36].
- Великий Пост обмочит хвост[37].